# Frederick Charles Stahr
Frederick Charles Stahr (* 9. Juni 1876 in Manhattan; † 9. März 1946 in Stapleton, Staten Island) war ein US-amerikanischer Maler, der vor allem für die Wandgemälde in der Staten Island Borough Hall bekannt wurde. 

## Leben
Stahr verbrachte seine Jugend in Staten Island. Er studierte an der National Academy of Design und gewann den Lazarus-Preis, einen vierjährigen Kunstkurs an der American Academy in Rome.
Nach dieser Kunstausbildung erhielt er zahlreiche Arbeiten als Wandmaler. So malte er unter anderem im Finanzministerium der Vereinigten Staaten und die History of Manhattan im Manhattan Hotel. Später schuf Stahr die Malereien im ersten Sitz der Metropolitan Opera im Metropolitan Opera House am Broadway. Während der Arbeiten an der Staten Island Borough Hall im Jahr 1904 präsentierte Stahr dem Architektenbüro Carrère and Hastings seine Idee, den Innenraum des Gebäudes mit Malereien aus der Geschichte des Stadtteils zu schmücken. Dem Vorschlag wurde stattgegeben, allerdings scheiterte er vorerst am finanziellen Aspekt.
Um die Zeit zu überbrücken, studierte Stahr 1910 und 1911 zusätzlich an der Royal Academy of Rome und an der Akademie der Bildenden Künste München, bevor er nach New York zurückkehrte. Er zog erneut nach Staten Island und konnte die Arbeit in der Borough Hall erst 1936, also 32 Jahre später, fortsetzen und das Gebäude mit der Evolution of Staten Island verzieren. Diese Arbeit kostete ihn zwei Jahre und umfasste elf Malereien in der gesamten Borough Hall. 
Nach diesem Werk wurde er Ausbilder an der Columbia University und unterrichtete an der National Academy of Design. Zusätzlich gab er Privatunterricht und starb schließlich im Alter von 70 Jahren an einem Herzleiden in seinem Haus in der Jackson Street in Stapleton.